# Kathedrale von Burgos
Die Kathedrale von Burgos (spanisch Catedral de Burgos) ist eine gotische Kathedrale in Burgos (Spanien) und die Bischofskirche des Erzbistums Burgos. Sie ist zu Ehren der Jungfrau Maria geweiht und berühmt für ihre Größe und Architektur. Seit 1984 ist sie UNESCO-Weltkulturerbe.

## Geschichte

Frontansicht der Kathedrale im Jahr 1771

Seitenansicht der Kathedrale im Jahr 1771

Der Bau der ersten großen, spanischen Kathedrale im gotischen Stil wurde von König Ferdinand III. von Kastilien und Maurizio, dem Bischof von Burgos, in Auftrag gegeben. Anlass war die Hochzeit Ferdinands mit Beatrix von Schwaben. Es galt, die veränderte Rolle Kastiliens im europäischen Machtgefüge durch eine adäquate Bischofskirche zu demonstrieren. Baubeginn war am 20. Juli 1221 auf dem Gelände der früheren romanischen Kathedrale. Verantwortlicher Baumeister war ein namentlich nicht bekannter Franzose. Nach neun Jahren war die Konstruktion der Apsis abgeschlossen. Der Hochaltar wurde am 20. Juli 1260 das erste Mal geweiht, anschließend ruhte der Bau fast 200 Jahre.
1417 wohnte der Bischof von Burgos dem Konzil von Konstanz bei und sah auf dieser Reise gotische Kathedralen in Frankreich und Deutschland. Sein Nachfolger Alfonso de Cartagena besuchte 1435 anlässlich des Konzils von Basel ebenfalls Süddeutschland, besichtigte den gerade durch Ulrich von Ensingen vollendeten Nordturm des Basler Münsters und kehrte mit dem deutschen Baumeister Johannes von Köln (* 1410) (spanisch: Juan de Colonia) zurück, der die Kathedraltürme von Burgos angelehnt an das Basler Münster mit offenen Steinmetzarbeiten vollendete. Mit Sicherheit kannte Johannes von Köln auch den Fassadenplan der geplanten Kölner Domtürme von 1310/20. 1539 stürzte der von ihm erbaute Vierungsturm bei einem Sturm ein und wurde anschließend in ähnlicher Form aber mit Übergang zum Platerostil wieder errichtet. Mit der Vollendung des Vierungsturmes wurde der Bau der Kathedrale 1567 abgeschlossen, jedoch wurden bis 1734 Änderungen und Ergänzungen vorgenommen.

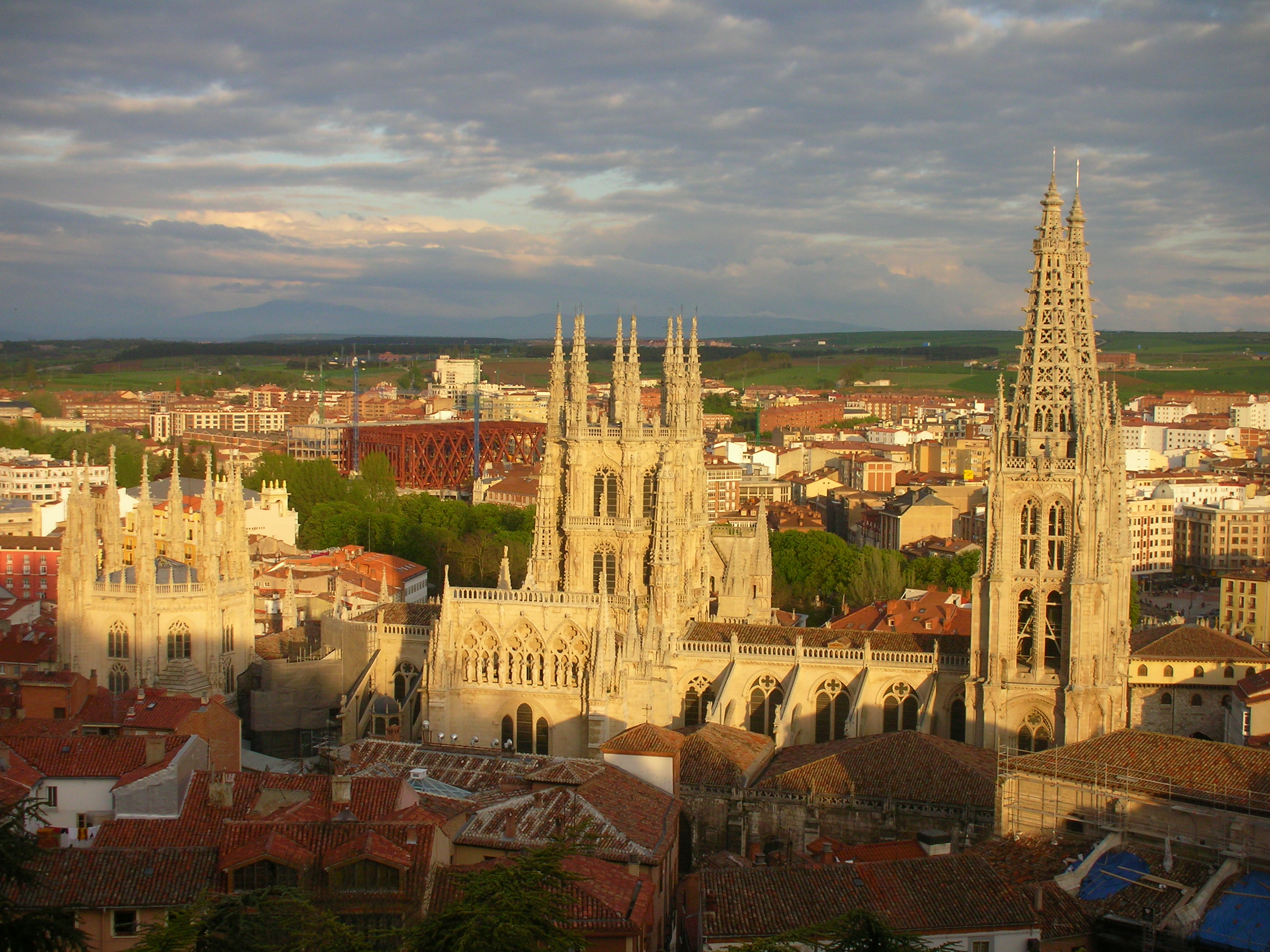
Kathedrale Santa María de Burgos

1835 wurden der spanische Nationalheld Rodrigo Díaz de Vivar, El Cid, und seine Frau Doña Jimena vom Kloster San Pedro de Cardeña bei Burgos in die Kathedrale umgebettet. 1921 wurde beschlossen, ein würdigeres Grab zu schaffen. Dieses befindet sich heute in der Vierung und ist mit einer einfach gestalteten Marmorplatte bedeckt. Der Widerspruch zwischen der Bedeutung des Cid und der unspektakulären Gestaltung seines Grabes wird in Burgos damit erklärt, dass die Marmorplatte nur äußerer Abschluss des Grabes, die Kathedrale im Ganzen aber als sein Grabmal zu betrachten sei.
Am 26. September 1887 wurde sie zum Monumento Nacional, zum nationalen Denkmal, erklärt. Papst Pius XI. verlieh ihr am 13. Juli 1921 den Titel Basilica minor. Am 31. Oktober 1984 wurde sie von der UNESCO zum Weltkulturerbe erklärt und ist damit die einzige spanische Kathedrale mit diesem Status.

## Architektur

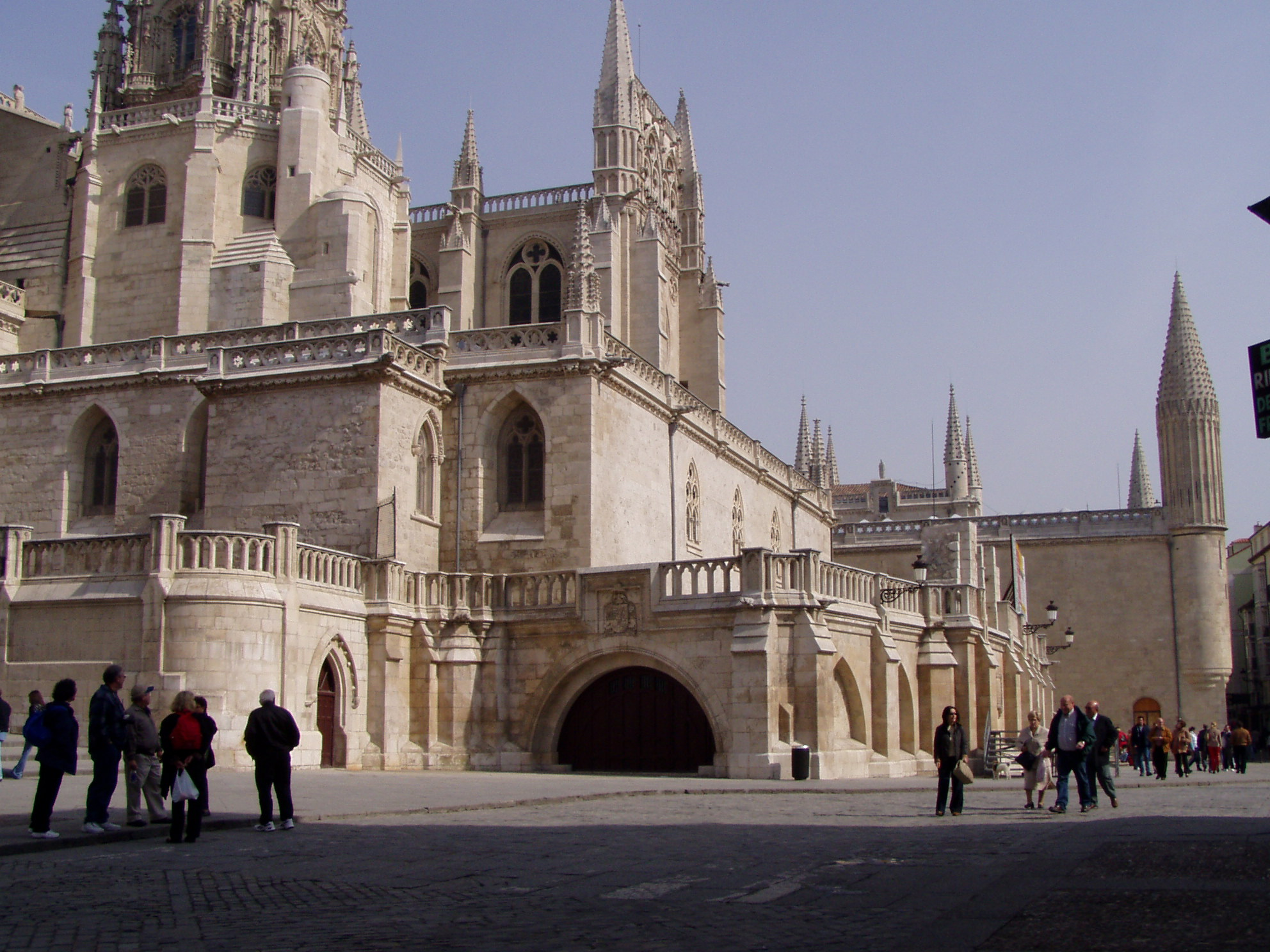
Plaza Rey San Fernando mit Südansicht der Kathedrale

Grundriss der Kathedrale

Die Kathedrale von Burgos ist äußerlich durch die reich dekorierten Turmkonstruktionen der Fassade und der Vierung gekennzeichnet. Der gesamte Bau ist im oberen Teil überreich mit Fialen versehen, sodass sich der Eindruck eines sperrigen Zuckerbäckerstils ergeben kann. Pierre Loti sprach von einem „versteinerten Wald“.
Die Kirche hat einen kreuzförmigen Grundriss und besteht aus Langhaus, Querhaus, zwei Seitenschiffen, Chorumgang und fünfzehn Kapellen. Durch den tiefen Altarraum liegt das Querhaus mittig; wie in vielen spanischen Kathedralen teilt der Chor das Mittelschiff. Die Gesamtlänge der Kathedrale beträgt 106 Meter, sie ist am Hauptschiff 26 Meter und am Querschiff 59 Meter breit. Die Höhe der Kuppel über dem Querhaus beträgt 54 Meter.
Die Kathedrale von Burgos steht nicht in der Tradition der Kathedralen der Île-de-France, sondern orientiert sich an den von ihnen abhängigen Bischofskirchen der Normandie und Burgunds, die deren Stil bereits abgewandelt haben. Der Grundriss des Chores wird mit dem von Pontigny oder St-Étienne in Caen verglichen. Der Choraufriss steht dem der Kathedrale von Bourges besonders nahe. Der Meister von Burgos hat aber die französischen Bauideen „schlecht verdaut“ (Robert Branner). „Er hat die Grundlagen der neuen Bauweise nicht durchschaut, er blieb einer romanisch bestimmten Tradition treu. Sein Raumkonzept bleibt sehr einfach. Er betont die Horizontalen und verstärkt sie noch durch ein überreich dekoriertes Triforium. Das Licht kann sich nicht ungehindert verbreiten“.
Der Bau ist, außen wie innen, gekennzeichnet durch zunehmende dekorative Verkleidung in einem ornamentalen Liniensystem. Die Ausschmückung der Langhaus-Kapellen erfolgte im plateresken Stil.
Die ursprünglich klar gegliederte äußere Gestalt der Kathedrale ist aufgrund der Anbauten nicht mehr erkennbar: Neben Kapellen an den Quer- und Seitenschiffen der Kathedrale wurden im 15. Jahrhundert der Kreuzgang und im Südwesten der erzbischöfliche Palast angebaut. Die Betrachtung wird durch die dichte Umbauung erschwert, eine Ausnahme stellt allein die Plaza Sta. María dar.

### Fassaden, Türme und Portale

#### Westfassade und Haupttürme

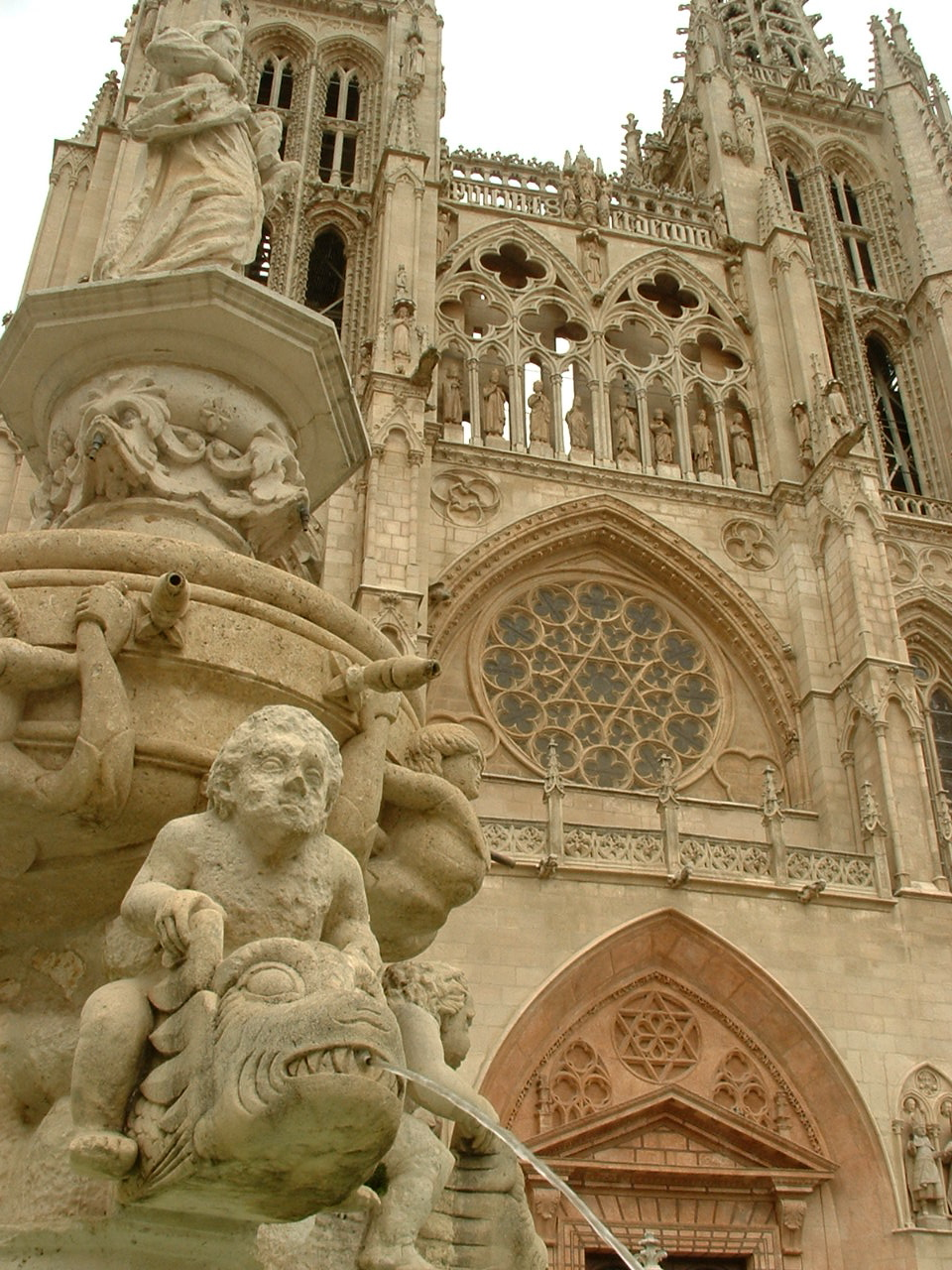
Die Westfassade der Kathedrale

Die dreistöckige, 58 Meter hohe Haupt- oder Westfassade ist eine Doppelturmfassade im Stil der nordfranzösischen Gotik, allerdings mit vollendeten und identischen jeweils 88 Meter hohen Türmen. Jeder der beiden auf viereckigem Grundriss errichteten Türme endet in einem achteckigen, mit durchbrochenem Maßwerk verzierten Aufsatz. Über den drei Portalen wird das erste Geschoss vom zweiten durch eine mit Fialen besetzte Balustrade abgegrenzt. Im zweiten Geschoss wurde im mittleren der drei Joche ein Spitzbogen auf die Wand aufgelegt und diese durch eine Fensterrose durchbrochen. Diese Rosette wurde aus Spenden Burgaleser Juden finanziert und zeigt auf Wunsch der Geber einen Davidstern.
Darüber sind im dritten Geschoss die beiden Türme durch eine hohe offene Maßwerkarchitektur verbunden, an deren Basis acht gekrönte Statuen (um 1230–1240) kastilischer Herrscher nach dem Vorbild nordfranzösischer Kathedralen eine Königsgalerie bilden. Sie setzt sich seitlich davon mit den Tabernakelfiguren an den Strebepfeilern fort.
Das Maßwerk hat hier die Form von zwei vierbahnigen Fenstern mit jeweils drei Vierpässen im Bogenzwickel an. Gekrönt wird diese transparente Struktur von einer weiteren Balustrade mit der Inschrift PULCHRA ES ET DECORA („schön bist du und reich geschmückt“), das lässt sich einerseits als Anspielung auf die Jungfrau Maria und ihre Darstellung in der Mitte dieser oberen Balustrade verstehen, dürfte aber auch auf die Kathedrale als Ganzes bezogen sein. Spitze, achteckige Fialen schließen die vier Ecken ab.
Die ornamentale Verwendung von Inschriften und Wappen an den Türmen ebenso wie die Maßwerkgalerie des Mitteltrakts der Westfassade sind spanischen Anregungen verpflichtet.
Der Baumeister der ab 1442 errichteten Turmhelme war Johannes von Köln. Die Vorbilder dieser Turmgestaltung finden sich in süddeutschen spätgotischen Turmhelmen wie beispielsweise der Frauenkirche in Esslingen oder im Entwurf zum Ulmer Münsterturm, die ihrerseits in einem engen Beziehungsgeflecht zu flandrisch-brabantischen Turmanlagen stehen.
Die Portalzone wurde nach irreparabler Schädigung des Sandsteins im 18. Jahrhundert klassizistisch erneuert.
Durch Witterungseinflüsse, zeitgemäß übliche aber unvollständige Sanierungsmaßnahmen in den 70er Jahren entstanden an den Turmhelmen und der Westfassade bedenkliche Schäden. Ab 1993 lösten regionale Medien eine hitzige Debatte über dieses Thema aus, was zu einer Einsetzung eines Bauausschusses führte, der mit Hilfe eines Masterplans die Prioritäten für die Restaurierung festgelegen sollte. Über die ersten Sofortmaßnahmen zur Gebäudesicherung berichteten die Architekten Dionisio Hernández Gil und Pío García-Escudero detailliert beim "Treffen der Kathedralenkonservatoren" (Encuentro de Conservadores de Catedrales) am 19. November 1994 in der Aula des Palasts von Saldañuela in der Nähe von Burgos. Zu diesem Zeitpunkt waren bereits der nordwestliche Turmhelm ganz und der südöstlich zur Hälfte eingerüstet. Die Gesamtmaßnahmen für die Sanierung wurden Anfang 1995 mit 700 Millionen Peseten veranschlagt und beherrschten das äußere Bild der Kathedrale bis in das Jahr 1997.

#### Vierungsturm

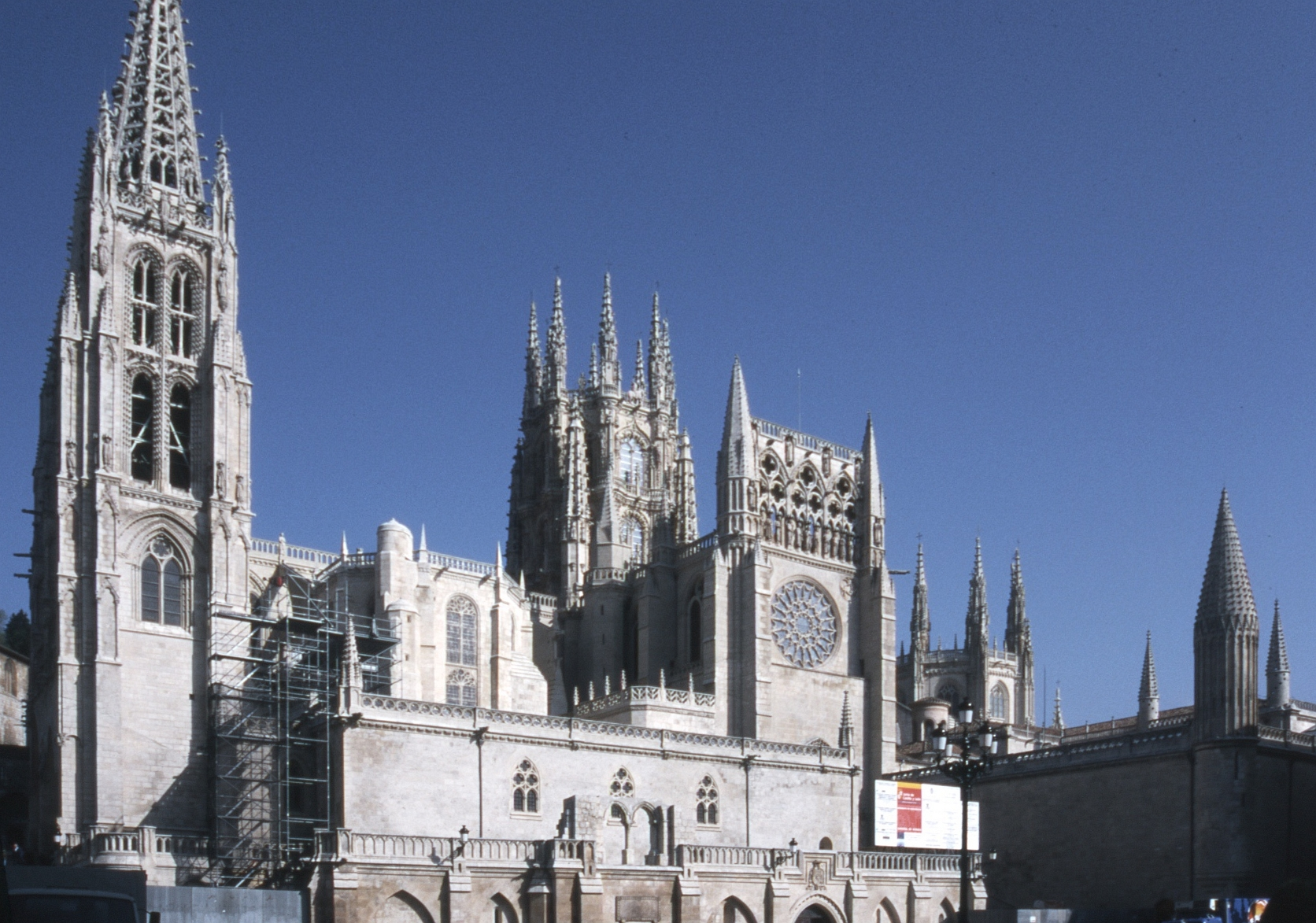
Südansicht mit Haupttürmen, Vierungsturm und oberem Teil des Sarmental-Portals

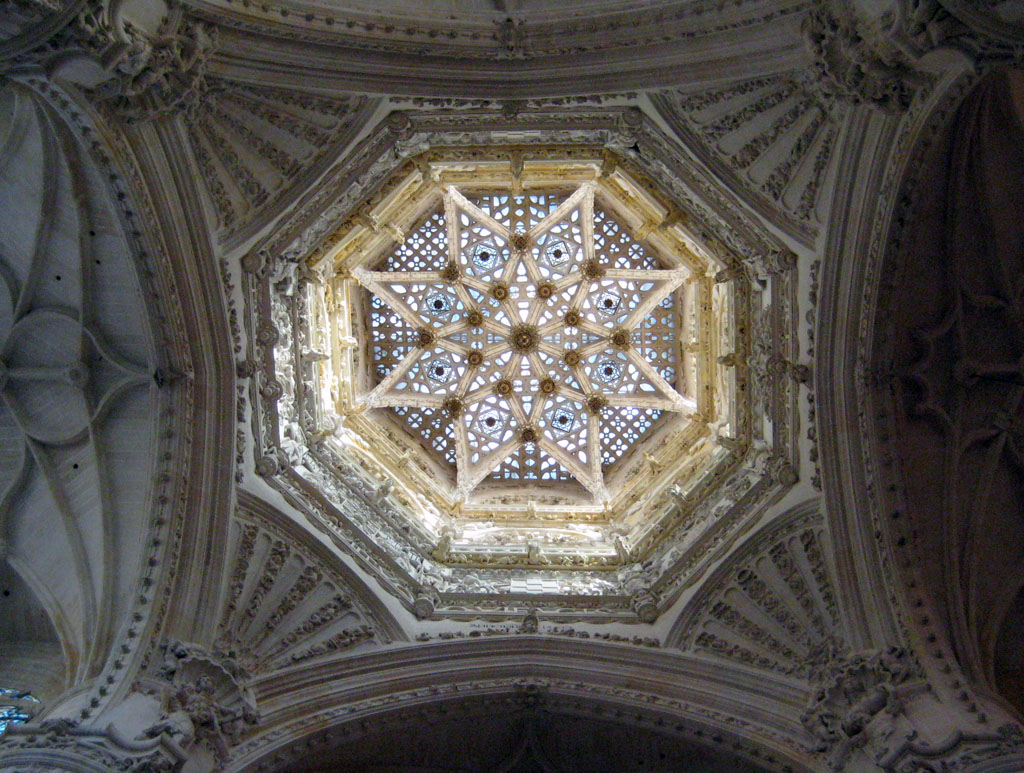
Vierung der Kathedrale mit einem durchbrochenen Sterngewölbe

Das bedeutendste Unternehmen des Johannes von Köln in der zweiten Hälfte des 15. Jahrhunderts war der Vorgänger des heutigen Vierungsturms, das cimborrio (Zimborium), das nach einem zeitgenössischen Reisebericht in acht Fialen endete und mit reichem Bildwerk geschmückt war, aber bereits 1539 einstürzte. Der neue Vierungsturm wurde 1539 bis 1568 von Juan de Vallejo errichtet. Die Pfeiler der Vierung wurden zu dicken Zylindern verstärkt, um die Last des neuen Laternenturms zu tragen. Das Sterngewölbe der hohen Laterne vereinigt gotische und maurische Einflüsse (vgl. Große Moschee von Taza) zu einer Einheit.

#### Coronería-Portal
Das Coronería-Portal (auch Krönungs-, Apostel- oder Hohes Portal) war der zentrale Zugang am nördlichen Querhaus aus der Zeit um 1240/1245. Seine Bedeutung erhielt es unter anderem durch den vorbeiführenden Jakobsweg.
Es ist eingebettet in eine Nischenarchitektur zwischen den seitlichen Strebepfeilern. Ein Band von jeweils sechs überlebensgroßen Apostelfiguren zieht vom linken Pfeiler bis ins Portalgewände und rechts parallel weiter. Die beiden äußeren Figuren sind als sogenannte Zuschauerfiguren an den Innenseiten der Strebepfeiler angebracht, die dadurch im rechten Winkel zu den übrigen Aposteln stehen.
Das Tympanon stellt das Jüngste Gericht dar mit Christus als Richter in der Mitte. Rechts und links erbitten als Deësis-Gruppe die gekrönte Jungfrau und Johannes der Evangelist Erbarmen für die Seelen. Außen und über dieser Dreiergruppe präsentieren Engel die Marterwerkzeuge Christi: Ganz links zeigt ein Engel die Lanze, ganz rechts ein weiterer die Säule der Geißelung, in der Zwickelzone, auf einer angedeuteten Wolke schwebend: Engel mit Kreuz, Leichentuch, Dornenkrone und den Nägeln der Kreuzigung.
Unter der zentralen Szene befindet sich auf dem Türsturz die friesartige Darstellung der Seelenwägung, der Psychostasie, durch den Erzengel Michael mit der üblichen Aufteilung der Gerechten auf der linken Seite und der Verdammten auf der rechten.
Das Coronería-Portal ist seit 1830 ständig geschlossen, „damit es nicht als Abkürzung in den tiefer gelegenen Teil der Stadt genutzt wurde und somit die Heiligkeit des Bauwerkes nicht mehr missachtet wurde“. Hintergrund der Schließung war, dass Besucher des unterhalb der Kathedrale gelegenen Marktes regelmäßig das Querhaus mit ihren Einkäufen, darunter lebenden Tieren, durchquerten.

#### Pellejería-Portal
Das wesentlich jüngere Pellejería-Portal, es stammt aus dem Jahr 1516, ist der östliche Ausgang des nördlichen Querhauses und nur wenige Meter vom Coronería-Portal entfernt. Franz von Köln / Francisco de Colonia hat es 1516 geschaffen, es ist also ein Werk der Renaissance. Gegenüber befanden sich früher die Häuser der „Pellejeros“, der Hersteller von Weinschläuchen – daher der Name. Der Aufbau des Portals gleicht einem Altaraufsatz, auch Retabel genannt. Die oberste Szene zeigt Maria mit Kind auf einem Thron, begleitet rechts von musizierenden Engeln und links von einem anbetenden Bischof. Die beiden mittleren Szenen zeigen links das Martyrium Johannes des Täufers und rechts das von Johannes dem Evangelisten. Der untere Teil des Retabels zeigt Figurennischen, die das Portal rahmen.

#### Sarmental-Portal

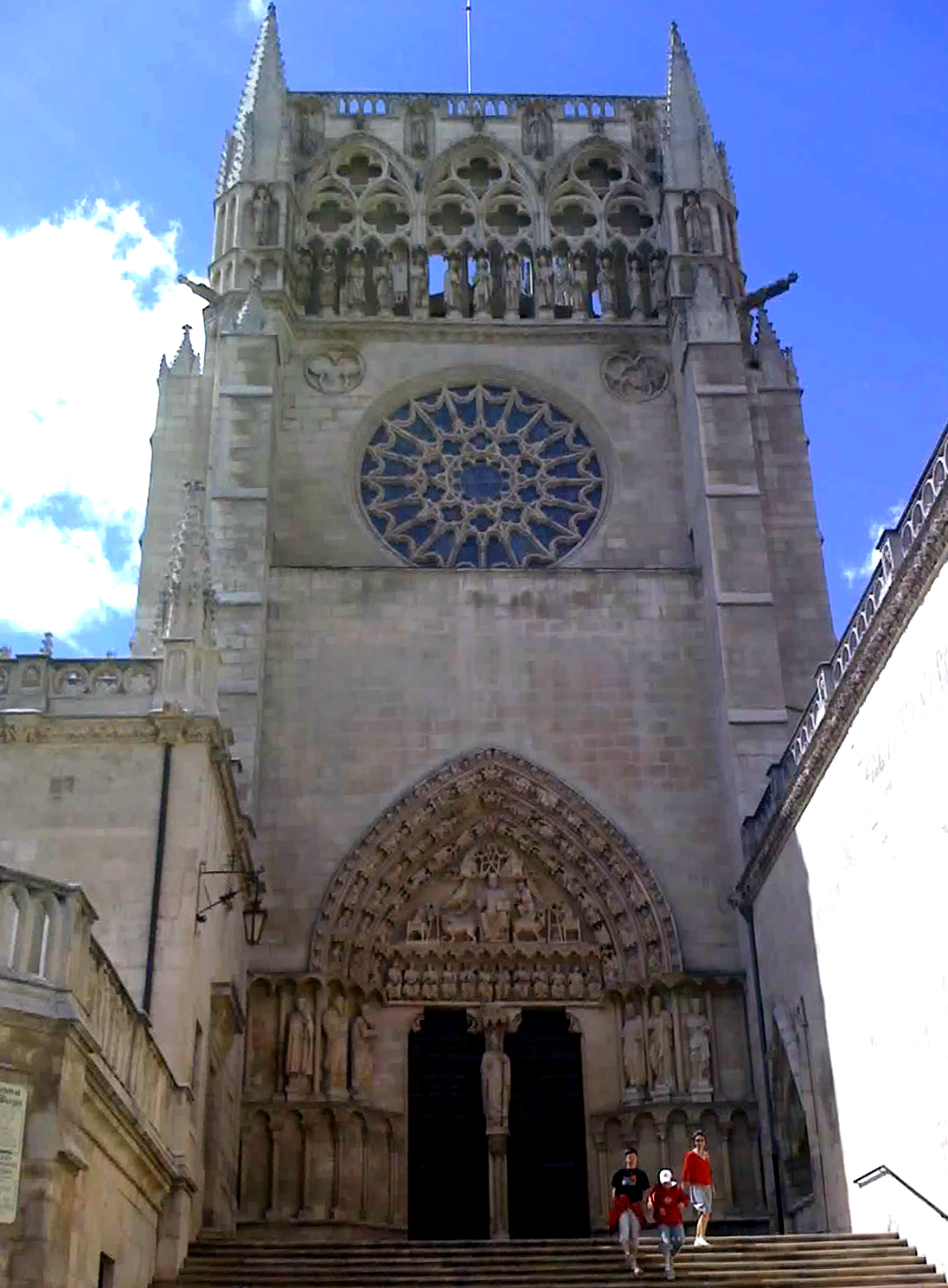
Das Sarmental-Portal

Das älteste Portal der Kathedrale ist das Sarmental-Portal am südlichen Querhaus. Das Portal ist nach einer einflussreichen Familie benannt, deren Haus in der Nähe zu finden war. Es stammt aus der Zeit nach 1235 und steht in deutlicher Abhängigkeit zum Ostportal in Amiens. In prinzipiell ähnlicher Aufteilung wie das Coronería-Portal thront hier Christus in einer Darstellung des Jüngsten Gerichts in der Mitte, umgeben von schreibenden Evangelisten und ihren Symbolen (Adler, Löwe, Mensch und Stier) über einer Apostelreihe auf dem Türsturz.
Auch dieses Portal ist eingebettet in eine Apostelreihe. Allerdings ist es wesentlich besser zu sehen als das Nordportal, weil es der Endpunkt einer breiten Treppenanlage ist, die vom tiefer gelegenen Platz hinaufführt.

#### Uhr und Papamoscas

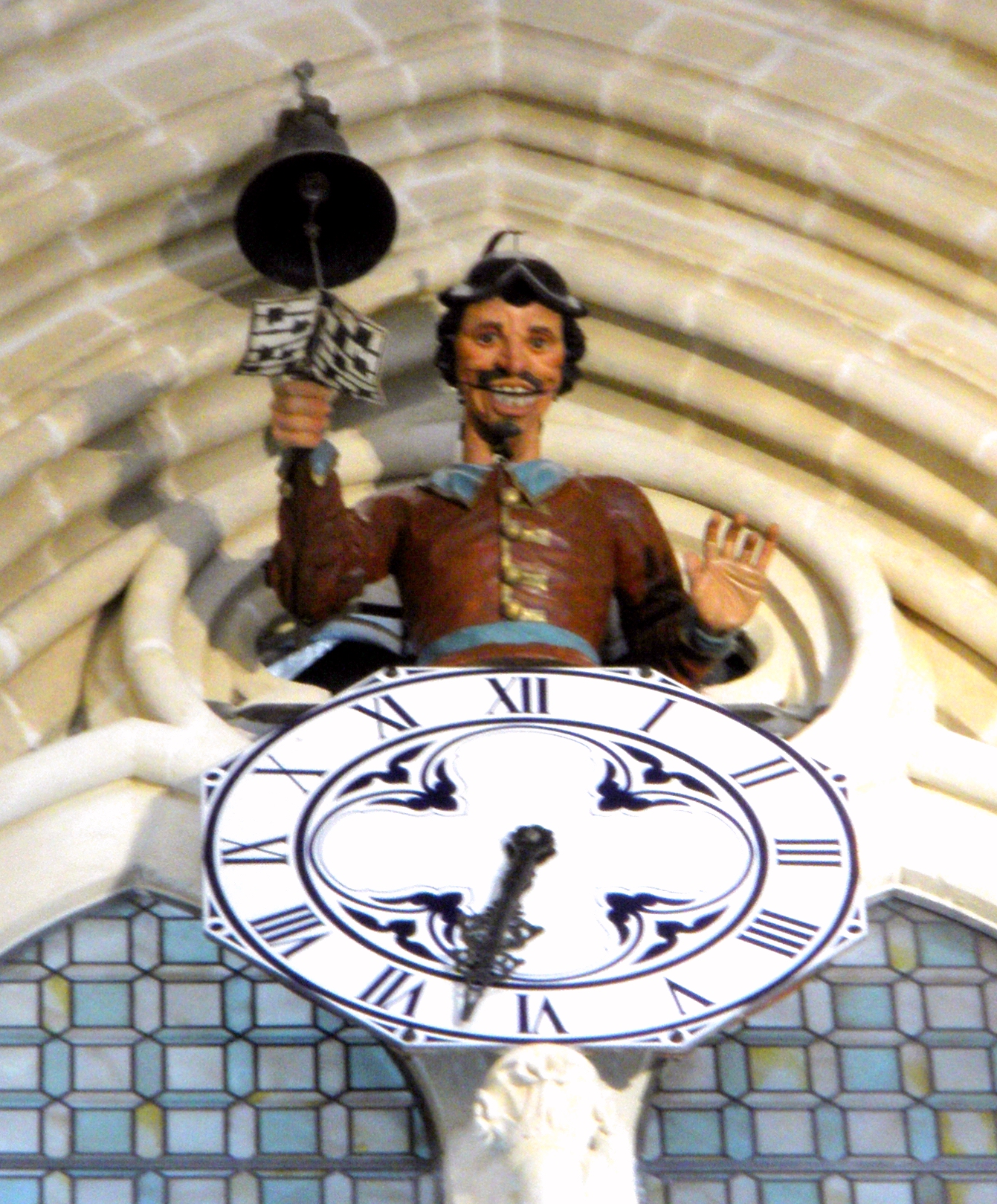
Uhr und Papamoscas

Von der Hauptfassade aus gesehen, am linken Seitenschiff über dem Triforium, befindet sich eine große mechanische Uhr mit 312 cm Länge, 80 cm Breite und 193 cm Höhe. Sie steuert nicht nur die Zeiger, sondern auch den Papamoscas (Fliegenschnapper), eine Spielfigur aus dem 15. Jahrhundert, die im Viertelstundentakt eine Glocke betätigt und ihre Kinnlade zuschnappen lässt.

## Innenraum
Der Innenraum der Kathedrale war einmal „französisch“ nach dem Vorbild der Kathedralen der Normandie. Aber im Laufe der Jahrhunderte erhielt er einen ausgeprägt spanischen Charakter mit geschnitzten Retabeln, gemeißelten Steinschranken und den großen Eisengittern. Dadurch ist der Innenraum, wie auch der Außenbau, sehr unübersichtlich geworden. Die Unterteilung der Kathedrale durch Kapellen nimmt dem Raum einiges an Weite. Das Innere ist prächtig und mit Kunstschätzen reich gefüllt. Es beinhaltet 19 Kapellen, 35 Gitter, 38 Altäre und circa 60 Säulen.

### Coro und Trascoro
Der Coro ist ein abgetrennter Bereich, der dem Gebet und Gesang der Domherren bestimmt ist. Er ist in spanischen Kathedralen häufig zu finden und dafür verantwortlich, dass der freie Blick durchs Kirchenschiff versperrt ist. Vom Westportal eintretend, schaut der Betrachter zuerst auf die im Renaissance-Stil gestaltete Rückwand, den Trascoro. Innen ist der Chor mit 103 Stühlen aus Nuss- und Buchsbaumholz ausgestattet, die mit geschnitzten Motiven aus dem Alten und Neuen Testament geschmückt sind (chronologisch Abfolge, links beginnend) und von Felipe Bigarny und anderen Künstlern geschaffen wurden. In der Mitte befindet sich eine Figur des Gründer-Bischofs Mauricio aus dem 13. Jahrhundert. Auch sein Grab befindet sich hier.
Im Chor befinden sich auch die zwei größten Orgeln der Kathedrale. Sie stehen sich an der Epistelseite und der Evangelienseite gegenüber. Im oberen Bereich des Chors sieht man die Orgelprospekte aus dem 17. und 19. Jahrhundert mit teilweise horizontal gelagerten Pfeifen, den Spanischen Trompeten. Die seitlichen Außenwände des Chors sind mit sechs Gemälden von Juan Andrés Ricci geschmückt.

### Kapellen

#### Im südlichen Seitenschiff
Kapelle des Santísimo Cristo (Christus von Burgos): Die vom Eingang aus als erste rechts liegende Kapelle betritt man durch das Santa-María-Portal. Sie ist schmal und langgestreckt, ein Korridor des ehemaligen Kreuzgangs, nur dem Kult und dem Gebet gewidmet und für Touristen normalerweise nicht zugänglich. Ihren heutigen Namen trägt sie seit dem 30. Januar 1836 auf Grund der Statue des gekreuzigten Christus im Kopfteil der Kapelle. Diese Figur des 16. Jahrhunderts ist flämischer Herkunft. Sie war lange Zeit Zielpunkt von Pilgern und Bittstellern. Ihre Verehrung verbreitete sich seit dem 16. Jahrhundert vor allem in Andalusien und in Lateinamerika, wo sie El Señor de Burgos genannt wurde.
Kapelle der Presentación (Mariä Opferung): Diese als nächste auf der rechten Seite folgende quadratische Kapelle wurde 1520–1524 auf Wunsch des Protonotars und Kanonikers Gonzalo Díez de Lerma von Meister Juan de Matienzo erbaut. Bemerkenswert sind das Sterngewölbe von 1524 mit einer durchbrochenen Rosette, die Alabasterstatue des Gründers von Felipe Bigarny aus der Zeit vor 1527 und die Grabstätte des Santiago de Bilbao von Juan de Vallejo, vor 1540.
Kapelle des Hl. Juan de Sahagún: Sie ist seit der Mitte des 16. Jahrhunderts dokumentiert. In ihr befindet sich ein Retabel, das zwischen 1766 und 1769 von José Carlos Cortés entworfen, von dem Architekten und Bildhauer Fernando González de Lara hergestellt und von Andrés Carazo vergoldet wurde. In der Nische des Mittelteils ist ein von Juan Pascual de Mena gemeißeltes Bildnis des Namensgebers zu sehen. Bemerkenswert sind auch zwei gotische Wandgemälde aus dem 14. Jahrhundert, die die Heilige Katharina und Maria Magdalena zeigen.
Die Reliquienkapelle: Diese Kapelle ist nur von der vorigen her erreichbar. Der Kathedrale von Burgos wurden im Laufe der Jahrhunderte so viele Reliquien geschenkt, dass man eine eigene Kapelle für sie benötigte. 1765 erhielt sie ihre heutige Form durch den Karmeliter José de San Juan de la Cruz.
Kapelle der Visitación (Mariä Heimsuchung): Vom südlichen Querschiff aus erreichbar, liegt direkt neben dem Sarmental-Portal diese große rechteckige Kapelle, die 1440 bis 1442 auf Wunsch des Bischofs Alonso de Cartagena, eines Konvertiten, erbaut wurde. Sie enthält auch dessen, von Gil de Siloé geschaffenes, Alabastergrabmal. Das wichtigste Kunstwerk in ihr ist ein Ölgemälde von Carlos Luis Ribera von 1890. Es zeigt die katholischen Könige samt Hofstaat vor Granada. Das Bild selber hat keine Beziehung zur Kapelle. Es wurde der Kathedrale 1963 vom Erzbischof Luciano Pérez Platero geschenkt und dorthin gehängt, weil die leere Wand bis dahin noch keine Dekoration aufwies.
Mit mehr Bezug zur Kapelle steht die Grabstätte von Alonso de Cartagena, die in zwei Phasen geschaffen wurde: zuerst von Johannes von Köln vor 1456 und dann von Gil de Siloé 1490 bis 1495.
Heinrichskapelle (Capilla de San Enrique): Die erste Kapelle östlich des südlichen Querschiffes liegt direkt neben dem Portal zum Kreuzgang. Sie ist entstanden aus der Zusammenlegung von zwei älteren Kapellen des 13. und 17. Jahrhunderts und hat deshalb heute noch zwei Eingänge vom Chorumgang aus. Sie ist heute die Grabkapelle des Erzbischofs Enrique de Peralta y Cárdenas (Bruder des Botschafters Alonso de Cárdenas) mit einer Größe von 11,5 × 7 Metern. Gestaltet wurde sie von Juan de la Sierra Bocerraiz und Bernabé de Hazas und war 1674 vollendet. „Peralta bezahlte die ungeheuerliche Summe von 32.000 Ducaten, um die sechs Eisengitter des Kopfteils des Hauptschiffes, in denen das Wappen des Erzbischofs gezeigt wird, und die beiden steinernen Retabel an den Seiten des Hinteraltarraums fertigen zu lassen.“
Das Grabmal des Bischofs ist auch das Hauptwerk dieser Kapelle. Das hohe Retabel wurde von Policarpo Nestosa geschaffen und ab 1671 von Alonso Álvarez Ruyales vergoldet und bemalt. Eingearbeitet ist eine flämische Ecce-Homo-Plastik eines anonymen Künstlers aus der Zeit um 1500.

#### Hauptsakristei
In den beiden anschließenden zusammengehörigen Räumen der Hauptsakristei befinden sich einige technische Einrichtungen wie Beleuchtung, Lautsprecheranlagen, Telefone etc. Hier befand sich ursprünglich die Reliquienkapelle, bevor diese verlegt wurde. Die bis dahin anscheinend dunkle Sakristei wurde 1761 bis 1769 auf Betreiben des Erzbischofs Juan Francisco Guillén völlig erneuert. Diese bauliche Maßnahme kostete 247.182 Reales (etwa 100 Mio. Peseten). Trotzdem erhielt sie damals eine denkbar negative öffentliche Kritik. Martínez Sanz meinte, es sei „ein sehr gut gemachtes schlechtes Werk“. Der bereits erwähnte José de San Juan de la Cruz leitete den Umbau. Er sorgt für ein Kuppelgewölbe und einen lichtvollen Raum.
Hauptwerk der Sakristei ist das große hölzerne Retabel von 1765 mit zwei Heiligen-Darstellungen zum Thema Mariae Himmelfahrt.

#### Im nördlichen Seitenschiff

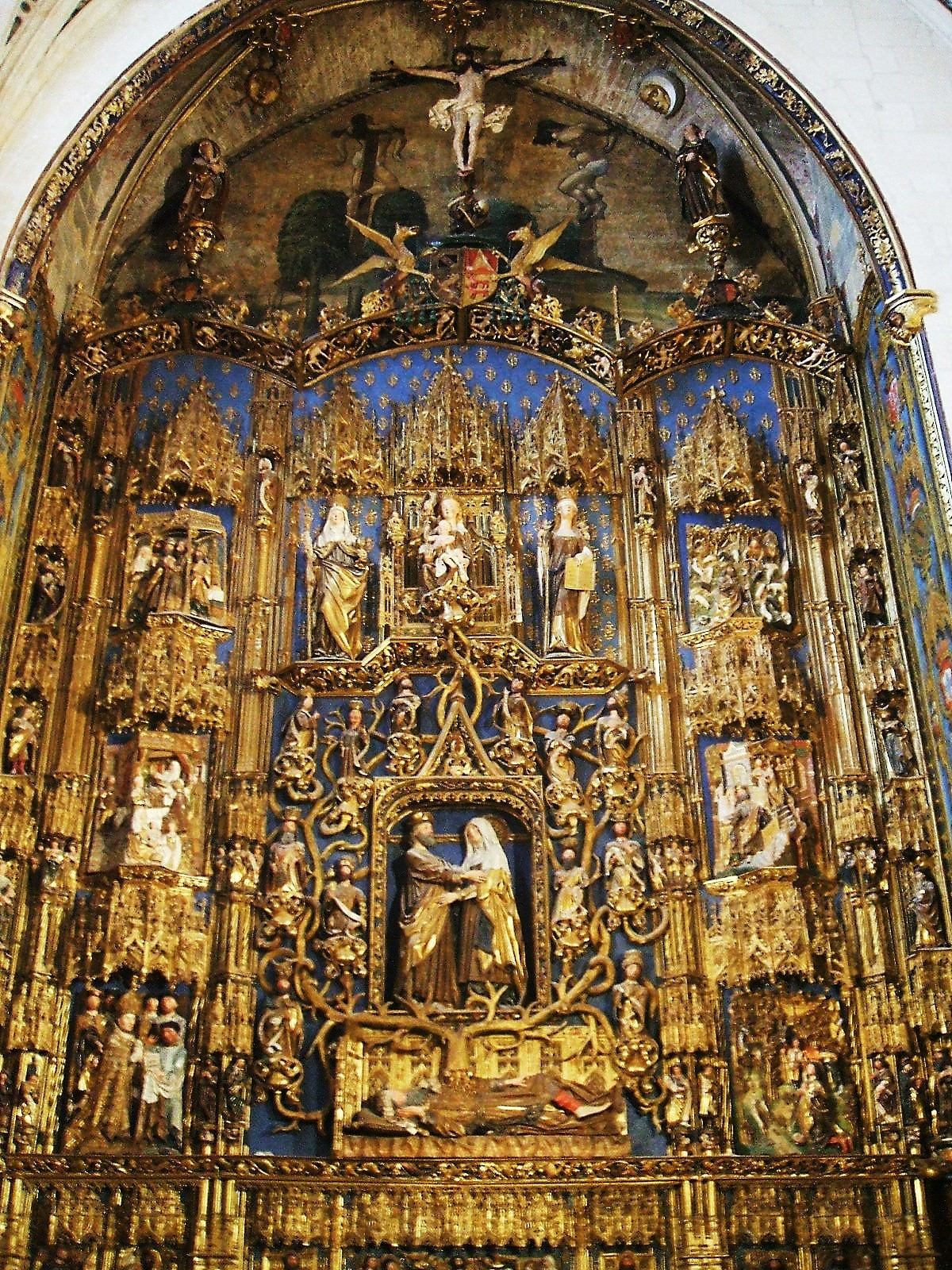
Retabel in der Kapelle der heiligen Anna. Eine Arbeit von Gil de Siloé

Kapelle der hl. Thekla: Die erste Kapelle links vom Haupteingang ist die größte von allen. Vier mittelalterliche Kapellen mussten ihr von 1731 bis 1735 weichen. Seit dem 14. Jahrhundert hatten mehrere Bischöfe versucht, diese alte Kirche abzureißen, um die Kathedrale erweitern zu können. Aber erst Erzbischof Manuel de Samaniego y Jaca (1728 bis 1741) konnte es schließlich durchsetzen.
Die Hl. Thekla wird traditionell mit den Ursprüngen der ersten christlichen Gemeinde in Tarragona in Verbindung gebracht. Zu dieser Diözese gehörte Samaniego, bevor er nach Burgos kam.
Um 1735 wurde auf großen Pilastern mit einem Hängezwickelsystem eine halbkreisförmige Kuppel mit 12 m Durchmesser geschaffen und darum herum vier kleine Kuppelgewölbe, alle reich und bunt verziert.
Sehr reich, im Stile des Rokoko dekoriert ist der große vergoldete Hauptaltar.
Kapelle der Concepción (Mariä Empfängnis) und der Hl. Anna: Die zweite Kapelle auf der linken Seite des Langhauses grenzt direkt an das nördliche Querschiff. Hier liegt das Grab des Bischofs Luis de Acuña (1456 bis 1495), dem die Kathedrale viel zu verdanken hat. Allein in diese Kapelle investierte er einen Gegenwert von 30 Mio. Peseten. Johannes von Köln begann 1477 mit dem Bau, die er bei seinem vor dem 3. August 1481 erfolgten Tod unvollendet hinterließ, und sein Sohn Simon schloss ihn 1488 ab. Die Kapelle ist also ein Werk der Spätgotik.
An der linken Wand befindet sich die Grabstätte von Fernando Díaz de Fuentepelayos (gest. 1492), ein Werk von Gil de Siloé. Fernando war als Erzdiakon ein Mitarbeiter Acuñas und überwachte in seinem Namen die Arbeiten an der Kapelle. Diese Grabanlage de Siloés wurde stilbildend für andere Gräber, auch außerhalb von Burgos.
Ein anderes Mitglied der Familie – Diego de Siloé – gestaltete 1519 die Grabstätte des Bischofs Luis de Acuña.
Gil de Siloé schuf 1492 auch das Hauptretabel dieser Kapelle. Diego de la Cruz bemalte es anschließend. Das ist heute aber nicht mehr zu sehen, denn 1868 bis 1870 wurde Antonio Lanzuela von einem Kapellmeister beauftragt, das Retabel mit „schreienden Farbtönen“ zu übertünchen, wie der amtliche Kirchenführer bedauernd feststellt und sich zu der Bemerkung hinreißen lässt: „Eine Schande“. Detailaufnahmen dieses bemerkenswerten Retabels lassen diese Bewertung als etwas zu pessimistisch erscheinen.
Unter den Gemälden, die sich in dieser Kapelle befinden, muss eine „Heilige Familie und Johannes der Täufer“ von circa 1531 erwähnt werden, die Andrea del Sarto zugeschrieben wird.
Kapelle des Hl. Nikolaus: Diese erste Kapelle im Anschluss an das nördliche Querhaus ist nur von hier aus zugänglich und gehört zu den kleinsten. Sie wurde vom Kantor Pedro Díaz de Villahoz (gest. 1230) gegründet, „der hier stehend in einem Schrank begraben wurde, der in die Wand eingelassen ist.“
- Grabstätte des Erzdiakons Villegas

Zwischen der Nikolauskapelle und der anschließenden Geburtskapelle befindet sich – halb in der Mauer – die Grabstätte des Erzdiakons Pedro Fernández de Villegas, geschaffen von Simón de Colonia um 1510. Villegas war der erste Übersetzer von Dantes Göttlicher Komödie ins Spanische. Simón de Colonia hat sich in der Gestaltung des Grabes offensichtlich an dem von Fernando Díaz de Fuentepelayos in der Maria-Empfängnis-Kapelle orientiert. In die spätgotische Formensprache scheinen sich hier erste Elemente der neuen Renaissance eingewebt zu haben.
Kapelle Unserer Lieben Frau (Geburtskapelle): Die erste vom linken Chorumgang aus erreichbare Kapelle besitzt gleich zwei Eingänge. 1562 wurde mit dem Bau begonnen, 1582 war er architektonisch abgeschlossen. Die Ornamente waren erst 1590 fertig.
Das Hauptretabel schufen von 1562 bis 1590 Martín de Bérriz und andere.

#### Im Chor

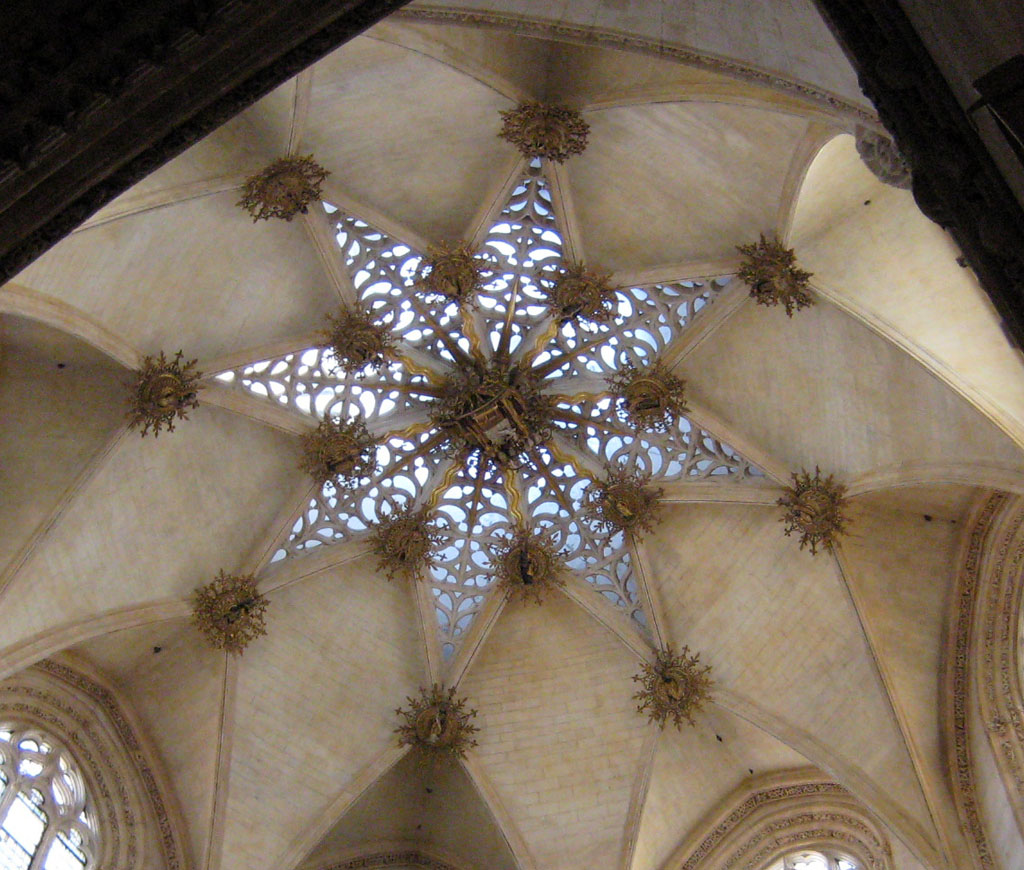
Capilla del Condestable

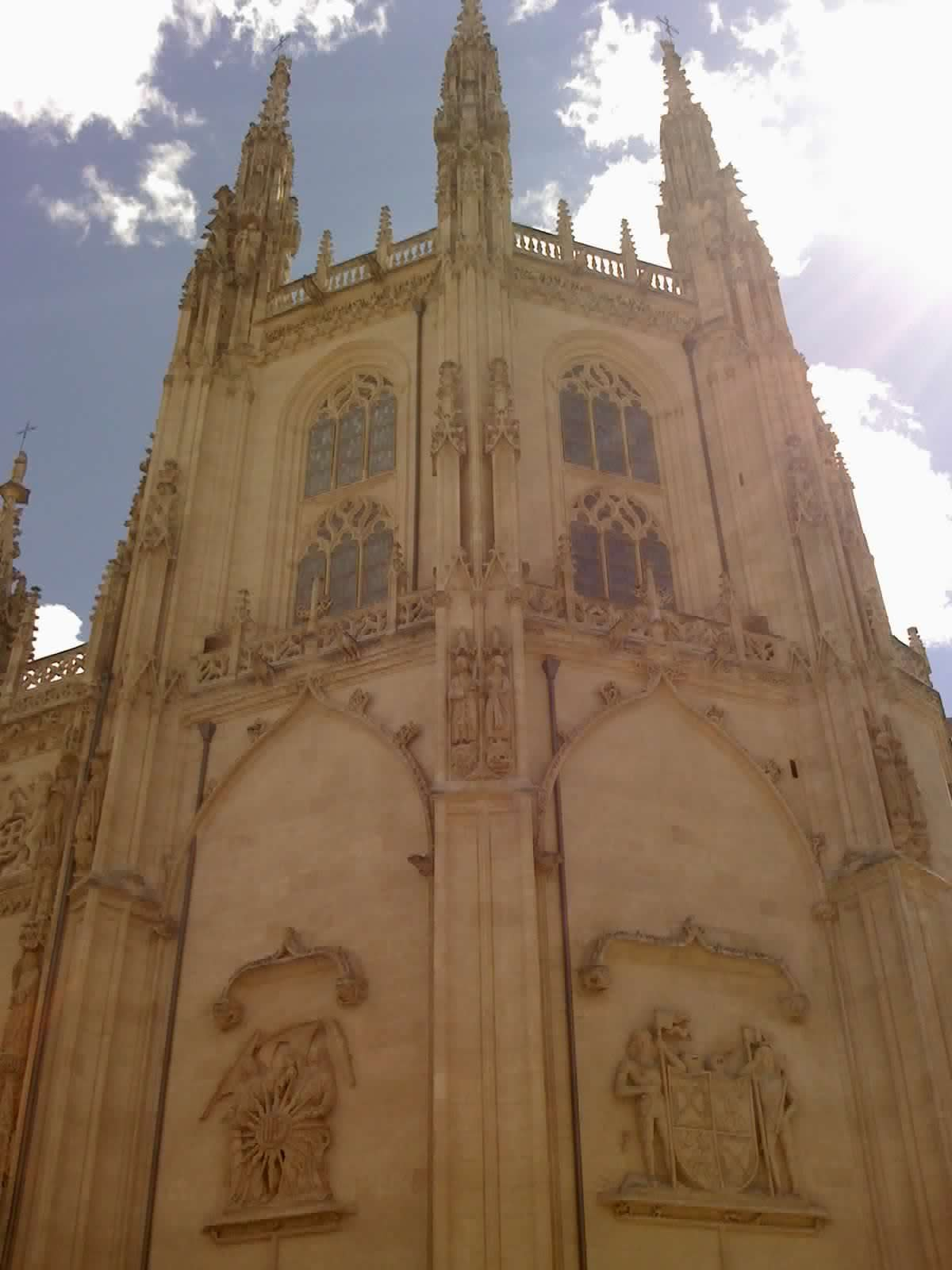
Blick auf das Zimborium der Kapelle des Condestable

Kapelle von San Antonio Abad (Verkündigungskapelle): In der beginnenden Krümmung des Chorumgangs liegt die Verkündigungskapelle. Ihre Existenz ist bereits seit dem 13. Jahrhundert dokumentiert. Sie ist die Beerdigungsstätte verschiedener Kapitulare und einiger Bischöfe. Das Retabel von 1540 ist manieristisch und stammt von Juan de Lizarazu.
Kapelle des Heiligen Gregorius: Bis auf den Eingangsbogen hat diese Kapelle noch ihre primitive Struktur von 1238. Es ist die einzige Kapelle in reiner, schlichter Gotik. Die wichtigsten Werke sind die Grabstätten der Bischöfe Gonzalo de Hinojosa (gest. 1327) und Lope de Fontecha (gest. 1351), Meisterwerke gotischer Bildhauerkunst, die in starkem Gegensatz zur überladenen Schmuckfreudigkeit der spanischen Spätgotik stehen.
Kapelle des Condestable (Reinigungskapelle)/Kronfeldherrnkapelle: Dort wo in französischen und deutschen Kathedralen die Achskapelle liegt, befindet sich in Burgos die Condestablenkapelle. Es ergibt sich ein vollkommen anderer Raumeindruck als im europäischen Norden. Vom Langhaus her glaubt man durch den riesigen Hauptaltar, dass der Kirchenraum dort endet. Wenn man aber am Hauptaltar vorbei vom Chorumgang aus die Condestablenkapelle betritt, hat man das überraschende Gefühl, in eine zweite Kirche zu kommen. Teilweise wird die Condestablenkapelle sogar als Kathedrale in der Kathedrale bezeichnet, festgemacht an den dort vorhandenen Merkmalen: Altar mit Altarretabel, angedeutetes Lang- und Querschiff, Vierungskuppel, Sakristei, Seitenaltar, Orgel und Chorgestühl.

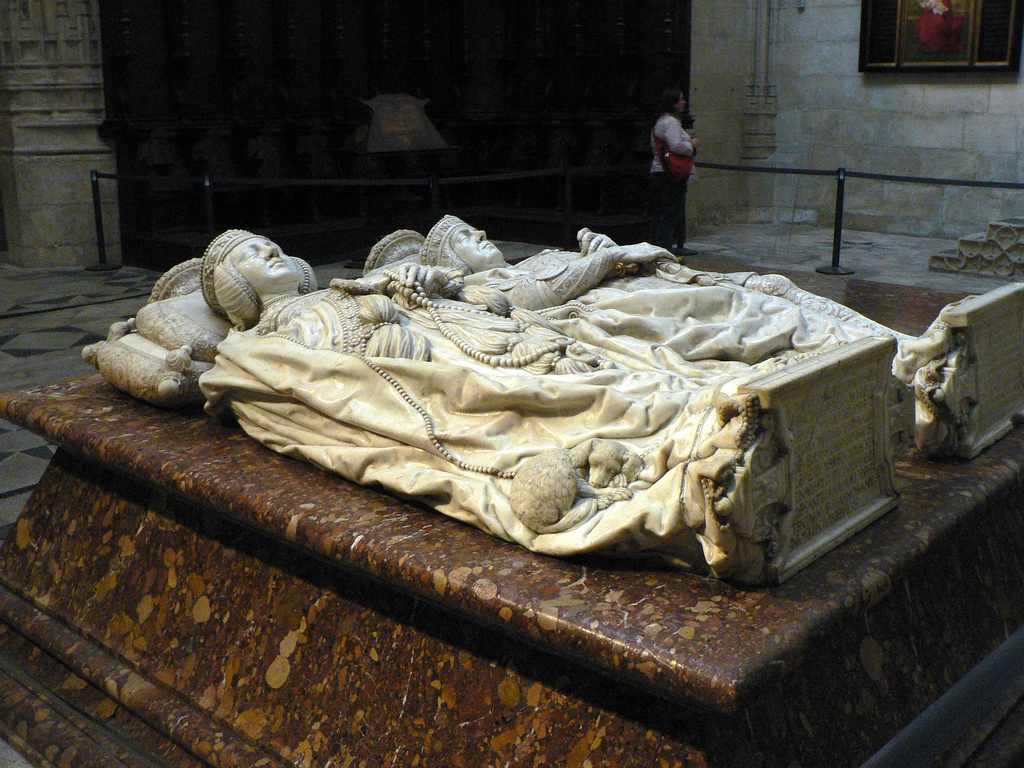
Grabmal des Condestable Pedro Fernández de Velasco und seiner Gattin Mencia

Der Bau wurde 1482 begonnen, nachdem man eine kleine Petruskapelle an dieser Stelle abgerissen hatte. Gründer waren der Condestable Pedro Fernández de Velasco und seine Gattin Mencia de Mendoza, beide liegen hier begraben. Erster Baumeister war Simón de Colonia (gest. 1511), ein Sohn von Juan de Colonia (Johannes von Köln). Danach kam dessen Enkel Francisco, der den Bau der Kapelle 1517 abschloss. Viele wichtige Kunstwerke sind erst später angebracht worden von Meistern wie Gil de Siloé und Gil de Siloé, Felipe Bigarny, León Picardo und anderen. Die Condestableskapelle hat für eine Kapelle riesige Ausmaße und ist sehr aufwändig ausgestattet. Sie hat die Form eines Oktogons und einen Durchmesser von 15 m. Sie verfügt über ein achtzackiges Sterngewölbe, in dessen Mitte ein kleiner Achtzackenstern ausgespart ist, der aus Glas besteht. Hervorzuheben sind das Retabel von Felipe Bigarny aus den Jahren 1523 bis 1526, das das Leben Christi darstellt, sowie das Grabmal des Gründerpaares (weißer Marmor auf rotem Nagelfluh). Der Wappenschmuck außen und innen stammt von Diego de Siloé und stellt eine der einfallsreichsten Verwendungen von Elementen der Heraldik in der gesamten Architektur dar. Das Gemälde der Maria Magdalena stammt aus dem Umfeld Leonardo da Vincis, von Giovan Pietro Rizzoli, genannt Gianpetrino.

#### Im Kreuzgangkomplex

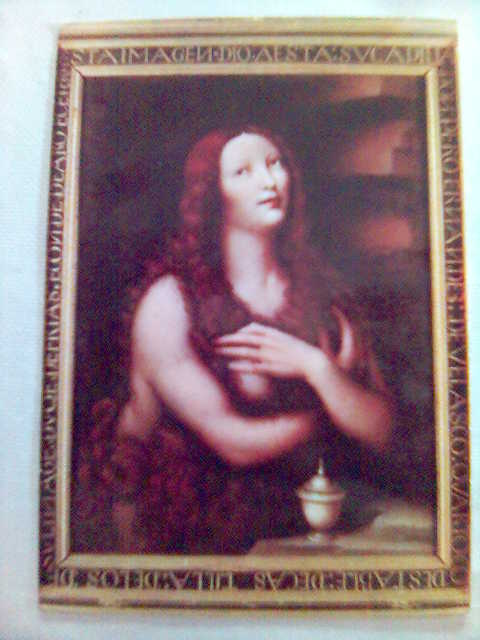
Bild von Maria Magdalena in der Gemäldesammlung

Jakobuskapelle (Santiagokapelle): Von der Täuferkapelle gelangt man in die große Jakobuskapelle (geweiht dem Apostel Jakobus), die den Kirchenraum mit dem Kreuzgangkomplex verbindet. Sie liegt südlich der Condestableskapelle und hat eine ähnliche Größe, ist vom Chorumgang durch ein riesiges Gitter ständig getrennt. Hier gab es bereits seit dem 14. Jahrhundert eine Santiagokapelle, die mehrfach erweitert wurde. Da das Raumbedürfnis damit aber immer noch nicht befriedigt war, entschloss man sich 1521 zu einem völligen Neubau. Seit circa 1524 leitete Juan de Vallejo die Arbeiten, der sie 1534 auch abschloss. Es erwies sich als schwierig, den großen und unregelmäßigen Raum zu wölben. De Vallejo schaffte das mit einem komplizierten Kreuzrippensystem, das in sehr dekorativen Rosetten zusammenläuft.
Haupt-Kunstwerk der Kapelle ist die Grabstätte des Kanonikers Juan Ortega de Velasco, Prior von San Quirce, ebenfalls von Juan de Vallejo, 1547.

### Escalera Dorada/Goldene Treppe
Durch die Hanglage der Kathedrale liegt das Coronería-Portal 15 Meter über der Calle Paloma. Diesen Höhenunterschied glich man durch eine Treppe im nördlichen Querschiff aus, die 1519 von Diego de Siloé durch eine doppelläufige, spiegelbildlich symmetrische Renaissancetreppe im Plateresken Stil ersetzt wurde. Sie wird als eine der schönsten Renaissancetreppen bezeichnet und ist eine der wichtigeren Sehenswürdigkeiten der Kathedrale. Ihren Namen erhielt sie von dem vergoldeten schmiedeeisernen Geländer.
Charles Garnier ließ sich von dieser Treppe inspirieren, als er die Freitreppe der Pariser Opéra Garnier entwarf.

### Retabel
Der Hauptretabel ist ein Werk von Diego de Siloé und Felipe Bigarny. Es wurde zwischen 1523 und 1526 geschaffen. Die Hauptansicht zeigt die Darstellung des Herrn. Die Polychromie stammt von León Picardo.
Das Retabel der Heiligen Anna wurde von Gil de Siloé begonnen und von seinem Sohn Diego de Siloé um 1522 vollendet. Das Retabel des Sankt Peter war bereits 1523 vollendet. Wie das Hauptretabel ist es das Ergebnis einer Zusammenarbeit von Diego de Siloé und Felipe Bigarny. Auch hier stammt die Polychromie von León Picardo.

## Kreuzgang
Auf der Südseite des Chores liegt der zweistöckige Kreuzgang, wegen der unterschiedlichen Nutzung sprachlich auch unterschieden als „hoher“ und „niedriger“ Kreuzgang. Der niedrige wurde um 1260 fertiggestellt, der hohe zwischen 1265 und 1270. In den Katakomben des unteren Teils kann man den Grundriss der ehemaligen romanischen Kathedrale erkennen. Die Flügellängen des fast quadratischen und nicht ganz rechtwinkligen Kreuzgangs betragen 38 und 39 Meter. Nord- und Südflügel sind in jeweils sieben Joche unterteilt, West- und Ostflügel bestehen aus sechs etwas breiteren Jochen (jeweils ohne die Eckjoche). Der südliche Flügel des unteren Kreuzgangs öffnet sich durch eine Reihe von Arkaden mit einfachen Spitzbögen zur Straße. An der Südwestecke befindet sich ein Treppenturm aus dem 13. Jahrhundert, ein weiterer, etwas kleinerer Turm ohne Treppe an der Südostecke. Bei der Restaurierung des unteren Kreuzgangs zwischen 1899 und 1911 wurden große Teile des Maßwerks ersetzt und ergänzt sowie die offenen Arkaden durch Glasfenster geschlossen.

### Skulpturen aus dem 13. Jahrhundert

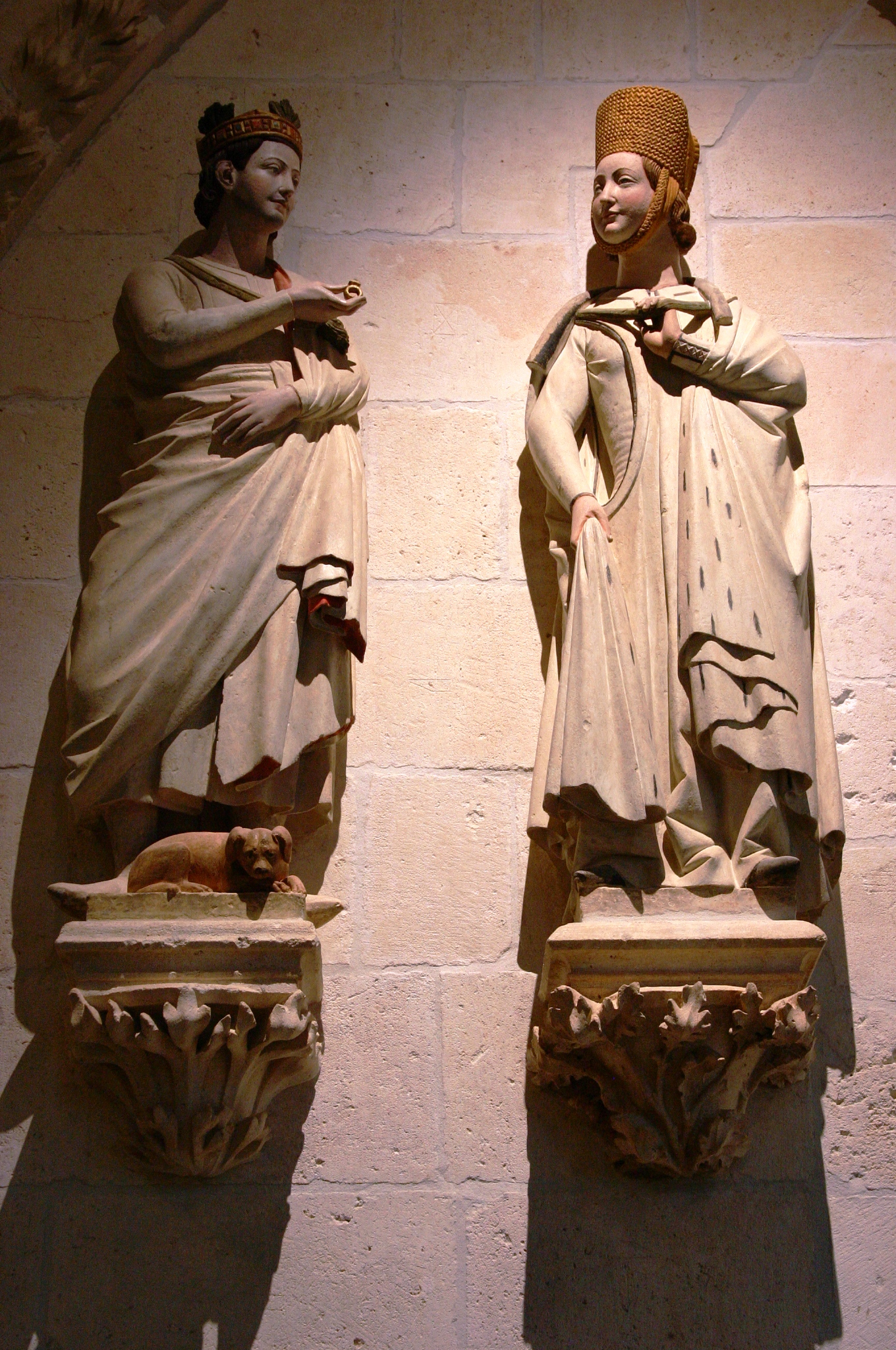
Ferdinand III. und Beatrix von Schwaben

Das auffallend regelmäßige Mauerwerk des oberen Kreuzgangs mit einer durchgängigen Lagenhöhe von 39 Zentimetern lässt sich durch einheitliche Steinmetzzeichen einem einzigen Bautrupp zuordnen. Auch die Rückenplatten eines großen Teils der Wandskulpturen sind nahtlos in das Mauerwerk eingefügt und entsprechend zugeschnitten, diese Skulpturen sind also gleichzeitig mit dem Mauerwerk entstanden. Zu dem Bestand an Originalskulpturen zählt das Königspaar links vom ursprünglichen Zugang zum oberen Kreuzgang aus dem südlichen Querschiff. Es handelt sich wahrscheinlich um Darstellungen von König Ferdinand III. und Beatrix von Schwaben, deren Vermählung am 30. November 1219 noch im romanischen Vorgängerbau der Kathedrale stattfand. Zwischen dem Königspaar und dem Haupteingang befindet sich eine Darstellung des Heiligen Paulus, der sich dem Portal zuwendet, mit ihm korrespondiert die Figur des Petrus im südwestlichen Eckjoch.
Die Gruppe der vier Könige am nordwestlichen Eckpfeiler gegenüber ist aus einem quadratischen Steinblock gearbeitet, jeweils zwei der Figuren blicken einander an. Die etwa 110 Zentimeter hohen Figuren scheinen frei vor dem Pfeiler zu stehen und ähneln in Details wie der Faltenbildung der Gewänder und den Schuhen dem Königspaar. An der Außenwand des Westflügels befindet sich eine Reihe von unbekannten Bischöfen, erkennbar an Mitra und Bischofsstab. Diese Reihe wird unterbrochen von einer zweiten Königsfigur, die König Alfons X. darstellen könnte und durch ein Mudejar-Element im Kronreif auffällt. Im Südflügel und im Nordflügel befindet sich jeweils eine weitere Bischofsfigur. Die Anbetung der Könige am südwestlichen Eckpfeiler erscheint als ein Zug der Könige um den Pfeiler herum zu Maria und dem Jesuskind.
Die Außenwände des Südflügels und des Ostflügels sind mit zum Teil unbekannten Propheten, Aposteln und Heiligen ausgestattet. Diese Skulpturen sind weniger sorgfältig ausgearbeitet als die Skulpturen im Westflügel. Erkennbar sind der Apostel Bartholomäus und die Heilige Katharina im Südflügel, sowie der Apostel Jakobus und Abraham im Ostflügel. Die Figurengruppe am südöstlichen Eckpfeiler zeigt einen Bischof, einen König und einen weiteren Kleriker und stellt die Grundsteinlegung vermutlich der gotischen Kathedrale dar.

### Grabmäler und weitere Ausstattung
Seit 1323 wurden im hohen Teil Begräbnisse erlaubt. Diese Grabstätten stellen heute wichtige Kunstwerke des Kreuzgangs dar. Vom Ostflügel aus gelangt man in die weiteren Kapellen dieser vielschichtigen Kathedralanlage von Burgos, von links nach rechts: Kapelle des Heiligen Johannes des Täufers (Täuferkapelle), Katharinenkapelle, Kapelle Corpus Christi, von der aus man den Kapitelsaal erreicht. Alle vier Kapellen sind heute Ausstellungsräume.
In der Kathedrale befindet sich auch das Grab des spanischen Nationalhelden El Cid und seiner Ehefrau Jimena. Auf der im Boden eingelassenen Grabplatte befindet sich folgende Inschrift: „Aquí yacen Rodrigo Díaz, el Campeador, muerto en Valencia en 1099, y su esposa Jimena, hija del conde Diego de Oviedo, de regia estirpe. A todos alcanza la honra del que en buena hora nació.“ [Hier ruhen Rodrigo Díaz, der Campeador, gestorben zu Valencia im Jahre 1099, und seine Gemahlin Jimena, Tochter des Grafen Diego von Oviedo, aus königlichem Geschlecht. Alle erreicht die Ehre dessen, der zur rechten Stunde geboren ward.]
Im Kreuzgang befindet sich auch die silberne Karosse, die für den Transport der goldenen Monstranz bei der Fronleichnamsprozession vorgesehen ist.
Zwischen Kreuzgang und Kapitelsaal steht hoch an der Wand der Cofre del Cid (Truhe des Cid). Es handelt sich der Legende nach um dieselbe Truhe, die im altspanischen Epos El Cantar de Mío Cid eine Rolle spielt. Zu den wichtigsten Kunstwerken gehören eine westgotische Bibel des Diakons Gómez aus der Zeit zwischen 910 und 914 (Kapelle Corpus Christi) und die Gemäldesammlung des Kapitelsaals.

## Orgeln

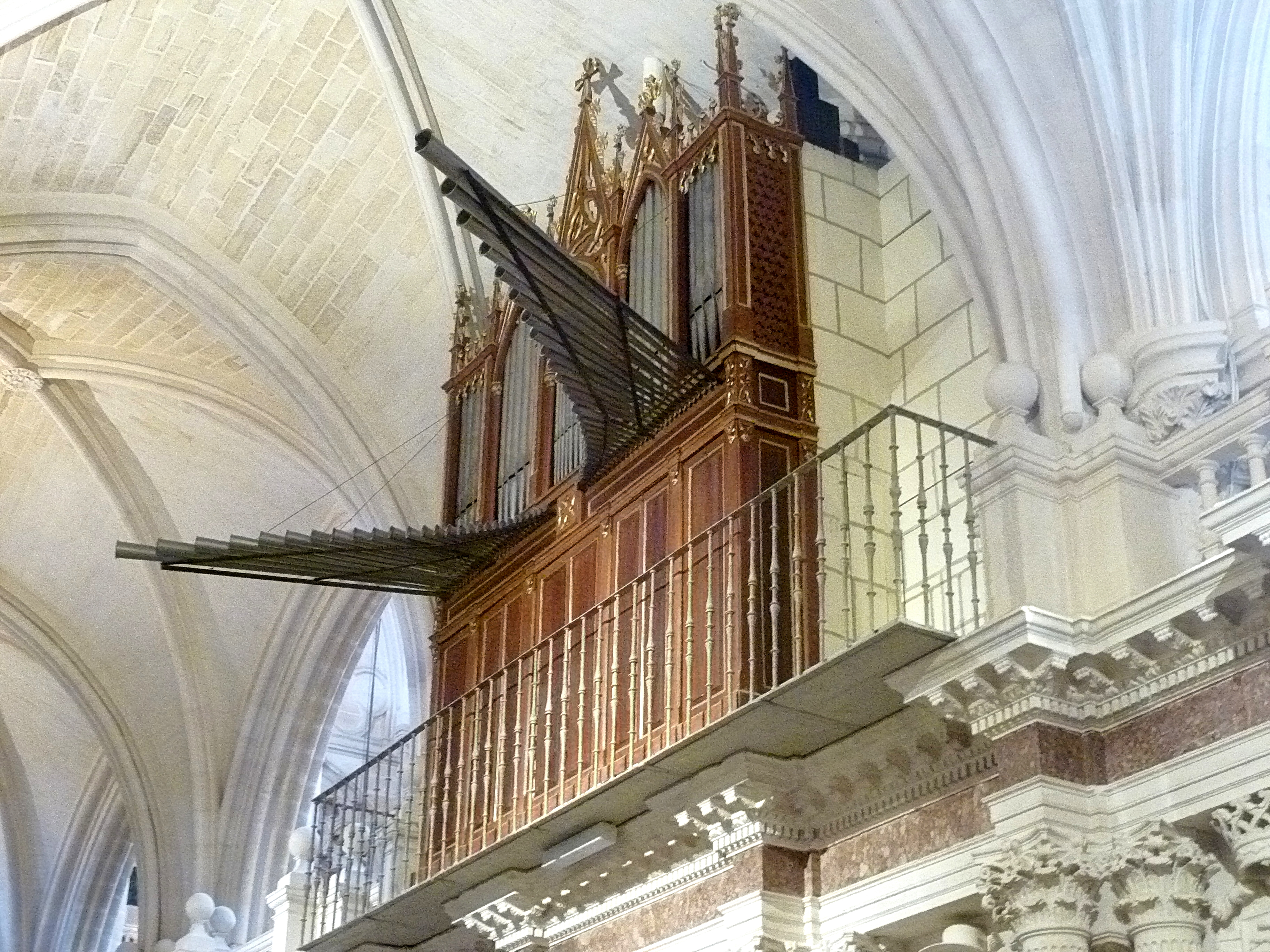
Blick auf eine der Orgeln mit Spanischen Trompeten

Ursprünglich standen die Orgeln wahrscheinlich in einer Kapelle nahe der Vierung. Erste Erwähnungen von Orgeln stammen bereits aus dem Jahr 1223. Ungefähr aus der gleichen Zeit stammt die Darstellung eines Positivs mit zwei Pfeifenreihen am Sarmental-Portal.
Das Domkapitel von Burgos fasste 1377 einen Beschluss, an welchen Festen die Orgeln zu spielen seien.

### Orgel der Epistelseite des Chors
Die Orgel wurde 1636 durch Juan de Argüete errichtet. Die Vergoldung wurde 1645 durch Juan Delgado besorgt. Im Jahr 1706 wurde für 827.020 Maravedís durch Juan de Echevarría eine neue Orgel in das ursprüngliche Gehäuse eingebaut. Die ursprünglich die Horizontalzungen tragenden 32 Engelsköpfe wurden wahrscheinlich erst zu diesem Zeitpunkt angebracht. Mitte des 19. Jahrhunderts wurde wiederum ein neues Orgelwerk durch Juan Roques in das Gehäuse von 1636 eingebaut. Heute enthält die Orgel wegen mehrmaligem Umbau nur noch wenige historische Bestandteile.

### Orgel der Evangelienseite des Chors
Das heute vorhandene Werk wurde 1806 durch Juan Manuel de Betolasa geschaffen. Es kostete damals 165.329 Reales. Das neo-klassizistische Gehäuse wurde durch den Burgaleser Manuel Cortés aufgestellt. 1950 wurden vor allem am Schwellwerk kleinere Änderungen vorgenommen. Die barock disponierte Orgel hat 47 Register auf zwei Manualen und Pedal. Die Spiel- und Registertrakturen sind mechanisch.
| I Hauptwerk C–f3 |                         |
| 1.               | Flautado de 26          |
| 2.               | Flautado de 13          |
| 3.               | Octava                  |
| 4.               | Docena                  |
| 5.               | Quincena                |
| 6.               | Decisetena              |
| 7.               | Decinovena              |
| 8.               | Compuesta de Lleno VIII |
| 9.               | Flauta Travesera (D)    |
| 10.              | Violón                  |
| 11.              | Nasardo 12ª             |
| 12.              | Nasardo 15ª             |
| 13.              | Nasardo 17ª             |
| 14.              | Corneta VI (D)          |

| (Fortsetzung) |                       |
| 15.           | Trompeta Real         |
| 16.           | Trompeta Magna (D)    |
| 17.           | Trompeta de Batalla   |
| 18.           | Bajoncillo (B)        |
| 19.           | Chirimía (B)          |
| 20.           | Oboe                  |
| 21.           | Crorlo                |
| 22.           | Bajoncillo (B)        |
| 23.           | Clarín de Campaña (D) |
| 24.           | Clarín Claro (D)      |
| 25.           | Clarín Pardo (D)      |
| 26.           | Clarín Sonoro (D)     |
| 27.           | Clarinete (D)         |

| II Schwell/Echowerk C–f2 |                |
| 28.                      | Flautado       |
| 29.                      | Violón         |
| 30.                      | Octava         |
| 31.                      | Tapadillo      |
| 32.                      | Quincena       |
| 33.                      | Decinovena     |
| 34.                      | Lleno III      |
| 35.                      | Fagot (B)      |
| 36.                      | Bajoncillo (B) |
| 37.                      | Orlo           |
| 38.                      | Corneta V (D)  |
| 39.                      | Clarín (D)     |
| 40.                      | Voz Humana (D) |
| 41.                      | Clarinete (D)  |

| Pedal C–H |                 |
| 42.       | Contras Mayores |
| 43.       | Contras menores |
| 44.       | Bombardas       |
| 45.       | Trompetas       |
| 46.       | Pajarillos      |
| 47.       | Tambor en Re    |

- Koppeln: II/I, I/P, II/P

### Orgel der Capilla del Condestable
Erbauer war im Jahr 1615 Gaspar de Soto, ein Sohn de Francisco de Soto aus Palencia. Das Gehäuse wurde von Diego de Siloé geschaffen. Das Instrument wurde kaum verändert.

### Positiv der Heinrichskapelle
Das Positiv mit seinem reich verzierten Gehäuse stammt spätestens aus der ersten Hälfte des 18. Jahrhunderts. Die an der Schmalseite befindliche Klaviatur umfasst 42 Tasten. Die Register sind geteilt, die Trennung zwischen Bass- und Diskanthälfte liegt bei c1/cis1. Die Orgel besitzt ein angehängtes Pedal mit einem Umfang von acht Tönen. Das aktuelle Pfeifenwerk stammt wahrscheinlich aus dem 18. Jahrhundert.

## Glocken
Die Kathedrale von Burgos besitzt wichtige Exemplare, unter denen die Campana de las horas (Stundenglocke) besonders herausragt. Einige Besonderheiten, wie zum Beispiel Schrifttypen, und einige Eigentümlichkeiten legen das Jahr 1350 als Herstellungsdatum nahe.
Die beiden Türme der Kathedrale enthalten 15 Glocken, die auf zwei Stockwerke innerhalb der Türme verteilt sind. Die Glocken des rechten Turmes sind beweglich und starr, während im linken Turm die drei oberen für die Viertelstunden und Stundenschläge starr sind, während die unteren vier auch für liturgisches Schlagen verwendet werden dürfen.
Eine kleine Glocke auf dem Dach des Chores vervollständigt das Ensemble der Glocken. Sie ist auch die letzte der Glocken mit dem ursprünglichen Holzjoch.
Es gibt noch zahlreiche Glöckchen in den verschiedenen Kapellen der Kathedrale. Es handelt sich hierbei um kleine Bronzen mit einem Durchmesser von ungefähr 18 Zentimetern. Sie sind größtenteils ohne Inschrift und stammen wahrscheinlich aus dem 18. Jahrhundert.
| Glocke | Name                      | Typ       | Hersteller                | Jahr    | Höhe (cm) | Durchmesser (cm) | Gewicht (kg) |
| ------ | ------------------------- | --------- | ------------------------- | ------- | --------- | ---------------- | ------------ |
| 1      | San Pedro                 | beweglich | Witwe des Ángel Perea     | 1963    | 98        | 126              | 758          |
| 2      | La Asunción               | beweglich | Witwe des V. Perea Arcos  | 1950    | 112       | 140              | 1040         |
| 3      | Santa Bárbara             | beweglich | Pedro Güemes              | 1737    | 96        | 98               | 545          |
| 4      | Glocke 4                  | beweglich | Constantino Linares Ortiz | 1927    | 100       | 101              | 597          |
| 5      | Santa Tecla               | beweglich | Witwe des Ángel Perea     | 1961    | 46        | 54               | 91           |
| 6      | Santa María               | beweglich | unbekannt                 | 1790    | 68        | 70               | 199          |
| 7      | Santa María y San Esteban | beweglich | unbekannt                 | 1816    | 58        | 62               | 138          |
| 8      | San Mamerto               | beweglich | unbekannt                 | 1844    | 71        | 76               | 254          |
| 9      | La Campana Madre          | starr     | unbekannt                 | 1594    | 120       | 156              | 1439         |
| 10     | Mauricia                  | starr     | M. Andes                  | um 1400 | 138       | 174              | 1997         |
| 11     | San José                  | starr     | unbekannt                 | 1785    | 96        | 102              | 614          |
| 12     | Concepción                | starr     | unbekannt                 | 1856    | 93        | 121              | 671          |
| 13     | Campana de las horas      | starr     | Pedro Gunsalvo Famucense  | um 1350 | 113       | 142              | 1085         |
| 14     | Jesús, María y José       | beweglich | unbekannt                 | 1743    | 57        | 65               | 1743         |
| 15     | El Papamoscas             | starr     | Witwe des Ángel Perea     | 1950    | 57        | 66               | 166          |
| 16     | Cimbalillo de coro        | beweglich | unbekannt                 | 1770    | 26        | 28               | 13           |

Es existieren noch einige ungewöhnliche matracas (Rasseln), überwiegend aus Eisen. Sie sind dem Triduum Sacrum an Ostern vorbehalten.